# ジョセフ・W・バー

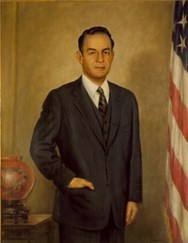
ジョセフ・バー

ジョセフ・ウォーカー・バー(Joseph Walker Barr, 1918年1月17日 - 1996年2月23日)は、アメリカ合衆国の実業家、政治家。
インディアナ州ヴァンセンヌ出身。1939年にデポー大学を卒業後、1941年にハーバード大学から経済学の修士号を得た。ハーバード大学では、ファイ・カッパ・サイのメンバーであった。
その後、1942年から45年までアメリカ海軍で勤務する。地中海と大西洋で対潜水艦任務に従事し、アンツィオ海岸で敵潜水艦を撃沈した功績で青銅星章を受章している。
バーは終戦後、穀物倉庫、劇場、不動産、出版業と様々な職に携わる。その後第86回連邦議会(1959 - 1961)に民主党から選出される。1960年の選挙では落選するが、財務長官と議会との連絡補佐官に任命され、続いて1963年に連邦預金保険公社の議長に任命された。
彼はリンドン・ジョンソン大統領の政権下1965年から1968年まで財務次官を務め、1968年12月21日から1969年1月20日まで財務長官を務めた。これは歴代長官の中で最短の任期である。このため彼の署名がある通貨は珍しく見つけるのが難しいと言われるが、これは誤りである。
バーは1969年から74年までアメリカン・セキュリティ・アンド・トラスト・カンパニーの社長および会長を務め、1977年から81年までアトランタ連邦住宅貸付銀行の頭取を務めた。彼はメキシコのプラヤ・デル・カルメンで1996年に死去した。